# 韓江 (導演)
韓江（1970年09月22日—），著名臺灣導演、劇作家，現為高雄市現代戲劇劇團－螢火蟲劇團的主要導演、藝術總監。因韓江早期有多部作品涉及同志間的情感，因此被媒體稱作「同志導演」。近期從他的作品則不難發現，其創作主軸偏向以「死亡」、「人性」等對生命與人生較為深刻的體悟作為創作內涵，2021年2月初，病逝於心臟衰竭，享年50歲。

## 生平和經歷
韓江於1970年出生於台灣鳳山，祖籍山東濰縣。自幼在眷村長大，也因此在作品中偶會透露出濃濃的眷村味。
因熱愛戲劇，韓江國三那年迷上了電影，至高中時期便時常翻牆到校外看電影。當時他最喜愛的導演是李修賢，也因為看了他的一部作品《公僕》，再加上韓江天生的正義感使然，而下定決心當警察。
韓江自高雄高工畢業後，如願考進臺灣警察專科學校，畢業後在警界服務了將近八年。離開警察職務後，則更潛心於戲劇創作。
1995年他和幾位戲劇的同好，成立了螢火蟲劇團。推出的第一部售票作品《下雪了》，是一部講述軍中愛情故事的同志戲，該戲獲得觀眾廣大回響。在當時社會風氣還保守的年代，這樣露骨寫實又叛逆的題材吸引媒體大肆報導，也同時開啟了韓江在戲劇界的知名度。
爾後，他陸續有幾部同志作品，因而被冠上「同志導演」的稱號。他曾說：
對我而言，愛是沒有差別的。我並不覺得我在做同志戲，我談的是愛，是人的感情。
在他的作品中，同志作品其實不多，但受到較多媒體和大眾矚目的，多是同志作品。對他本人而言，他認為自己創作的作品中，真正屬於同志作品的只有《下雪了》。其他作品有些內容或許涉及同志情感，但其實都有更重要要談論的主題要傳達給觀眾。
2008年他的作品《愛好折磨人啊》被卓明喻為華人版的《等待果陀》，這個劇本也是韓江本人非常喜歡的作品。
2010年的《死宴》獲得教育部文藝創作獎，也是他的創作風格轉變為以較為冷冽的態度，觸及更多的生死和人性的重要作品。
2021年2月初，病逝於心臟衰竭，享年50歲。
　

## 參與作品

### 舞台劇

#### 導演
- 螢火蟲劇團
  - 1996年－【下雪了】、【夜是美麗的】
  - 1997年－【月色那樣模糊】、【假裝等待黎明】、【春花秋月】
  - 1998年－【春光來不來—青春紅包場】
  - 1999年－【假裝等待黎明—88年版】、【送君珠淚滴】、【醜人咖啡館】
  - 2000年－【春花秋月—新版】
  - 2001年－【七月五日星期六】
  - 2002年－【浮光】、【七爺八爺進城來】
  - 2003年－【南無阿彌土土】、【青春大賣場】、【瘋神榜】
  - 2004年－【愛河青春恰恰】、【慾液—李太白之前世今生】、【慾流三部曲】、【城市、海洋、Formosa】
  - 2005年－【2001年高雄通匪叛亂事件】、【假裝等待黎明】、【七彩花溜天頂來】、【風吹打狗入仙洞】
  - 2006年－【直走右轉到天堂】、【再會！高雄港的月娘】、【青蛇青青─紅寶石大歌廳】、【公主不見了】
  - 2007年－【涼夜】、【打狗龍王娶親】
  - 2008年－【愛好折磨人啊】、【愛河東流】、【雙溜踏雲過海-台灣嘻嘶哆哩】、【青春舞曲大賣場】
  - 2009年－【貓的天堂】（協力導演）、【天光】、【數到三-蟑螂堆成山】、【烏魚申冤】
  - 2010年－【死宴】、【電話情人】、【流浪天涯三兄妹】、【文建會莫拉克颱風災後重建兒童生活藝術輔導計畫-烏魚申冤】
  - 2011年－【週末狂歡夜】、【下雪了】、【財政部南區國稅局「青春稅月-青春飛仙歌舞劇」】
  - 2012年－【秋夜】、【浮光】
  - 2013年－【夜色未盡】、【下雪了】
  - 2014年－【銷魂夜】、【涼夜】、【水月】
  - 2015年－【玫瑰園旅舍殺人事件】

- 藝人歌劇團
  - 2013年－【鳳凰羽】

- 辣媽媽劇團
  - 1994年－【高屏溪的滄桑】
  - 1996年－【春光不孤單】

- 圖戲藝術劇團
  - 1995年－【說謊的人有點累】

- 陌魚劇集
  - 2019年【《高雄劇場秘辛》和 那些年我們一起幹譙的局長】

#### 編劇
- 螢火蟲劇團
  - 1996年－【下雪了】
  - 1997年－【假裝等待黎明】
  - 1998年－【春光來不來—青春紅包場】
  - 1999年－【假裝等待黎明—88年版】、【送君珠淚滴】
  - 2001年－【七月五日星期六】
  - 2002年－【浮光】、【七爺八爺進城來】
  - 2003年－【南無阿彌土土】
  - 2004年－【愛河青春恰恰】、【慾液—李太白之前世今生】、【城市、海洋、Formosa】
  - 2005年－【2001年高雄通匪叛亂事件】、【假裝等待黎明】、【七彩花溜天頂來】、【風吹打狗入仙洞】
  - 2006年－【直走右轉到天堂】、【再會！高雄港的月娘】、【青蛇青青─紅寶石大歌廳】
  - 2007年－【涼夜】、【打狗龍王娶親】
  - 2008年－【愛好折磨人啊】、【愛河東流】、【雙溜踏雲過海-台灣嘻嘶哆哩】、【青春舞曲大賣場】
  - 2009年－【天光】、【數到三-蟑螂堆成山】、【烏魚申冤】
  - 2010年－【死宴】、【流浪天涯三兄妹】、【文建會莫拉克颱風災後重建兒童生活藝術輔導計畫-烏魚申冤】
  - 2011年－【週末狂歡夜】、【下雪了】、【財政部南區國稅局「青春稅月-青春飛仙歌舞劇」】
  - 2012年－【秋夜】、【浮光】
  - 2013年－【夜色未盡】、【下雪了】
  - 2014年－【銷魂夜】、【涼夜】
  - 2015年－【玫瑰園旅舍殺人事件】（改編自德國劇本Mordsgeschäft）

- 辣媽媽劇團
  - 1996年－【春光不孤單】

- 圖戲藝術劇團
  - 1995年－【說謊的人有點累】
  - 1998年－【謫仙獨情-李太白之前世今生】

#### 演員
| 年份   | 製作團隊     | 劇名                                                  | 角色       |
| ------ | ------------ | ----------------------------------------------------- | ---------- |
| 1994年 | 辣媽媽劇團   | 雜交                                                  |            |
| 1995年 | 辣媽媽劇團   | 方城夜未眠                                            |            |
| 1995年 | 圖戲藝術劇團 | 說謊的人有點累                                        |            |
| 1996年 | 螢火蟲劇團   | 下雪了                                                | 傅寶鴻     |
| 1996年 | 螢火蟲劇團   | 夜是美麗的                                            |            |
| 1997年 | 螢火蟲劇團   | 月色那樣模糊                                          |            |
| 1997年 | 螢火蟲劇團   | 春花秋月                                              |            |
| 1998年 | 螢火蟲劇團   | 春光來不來－青春紅包場                                |            |
| 1999年 | 螢火蟲劇團   | 送君珠淚滴                                            |            |
| 1999年 | 螢火蟲劇團   | 醜人咖啡館                                            |            |
| 2000年 | 螢火蟲劇團   | 春花秋月－新版                                        |            |
| 2001年 | 螢火蟲劇團   | 七月五日星期六                                        | 小潘       |
| 2002年 | 螢火蟲劇團   | 浮光                                                  | 國欽       |
| 2002年 | 螢火蟲劇團   | 七爺八爺進城來                                        | 太守       |
| 2003年 | 螢火蟲劇團   | 南無阿彌土土                                          | 聰明       |
| 2003年 | 螢火蟲劇團   | 青春大賣場                                            | 團主       |
| 2003年 | 螢火蟲劇團   | 瘋神榜                                                | 紂王       |
| 2004年 | 螢火蟲劇團   | 慾液—李太白之前世今生                                 | 李白       |
| 2004年 | 螢火蟲劇團   | 慾流三部曲                                            |            |
| 2004年 | 螢火蟲劇團   | 城市、海洋、Formosa                                   | 說書人     |
| 2006年 | 南風劇團     | 微暈                                                  | Mark       |
| 2007年 | 螢火蟲劇團   | 涼夜                                                  | 大安       |
| 2007年 | 螢火蟲劇團   | 打狗龍王娶親                                          | 觀世音菩薩 |
| 2008年 | 螢火蟲劇團   | 愛河東流                                              | 說書人     |
| 2008年 | 螢火蟲劇團   | 雙溜踏雲過海-台灣嘻嘶哆哩                             | 青蛇       |
| 2008年 | 螢火蟲劇團   | 青春舞曲大賣場                                        | 主持人     |
| 2009年 | 螢火蟲劇團   | 天光                                                  | 阿浩       |
| 2009年 | 螢火蟲劇團   | 數到三-蟑螂堆成山                                     | 媽媽       |
| 2009年 | 螢火蟲劇團   | 烏魚申冤                                              | 千里眼     |
| 2010年 | 螢火蟲劇團   | 2012末日大審判                                        | 洪大官     |
| 2010年 | 螢火蟲劇團   | 流浪天涯三兄妹                                        | 說書人     |
| 2010年 | 螢火蟲劇團   | 文建會莫拉克颱風災後重建兒童生活藝術輔導計畫-烏魚申冤 | 千里眼     |
| 2011年 | 螢火蟲劇團   | 週末狂歡夜                                            | Simon      |
| 2012年 | 螢火蟲劇團   | 浮光                                                  | 國欽       |
| 2012年 | 螢火蟲劇團   | 秋夜                                                  | 季漢鈞     |
| 2013年 | 螢火蟲劇團   | 白牢                                                  | 軍官       |
| 2014年 | 螢火蟲劇團   | 銷魂夜                                                | 俞恆勝     |
| 2019年 | 陌魚劇集     | 《高雄劇場秘辛》和 那些年我們一起幹譙的局長           |            |

#### 藝術指導
| 年份   | 製作團隊         | 劇名             | 職務     |
| ------ | ---------------- | ---------------- | -------- |
| 1997年 | 高雄爵士芭蕾舞團 | 甦醒             | 戲劇指導 |
| 2010年 | 螢火蟲劇團       | 2012末日大審判   | 藝術指導 |
| 2011年 | 螢火蟲劇團       | 我要吃一口       | 創作總監 |
| 2012年 | 螢火蟲劇團       | 愛液蜜蜜女娃     | 創作總監 |
| 2013年 | 螢火蟲劇團       | 白牢             | 藝術指導 |
| 2015年 | 螢火蟲劇團       | 現場實況Lied報導 | 藝術指導 |
| 2015年 | 螢火蟲劇團       | 暗鬼             | 藝術指導 |
| 2015年 | 淑芬歌劇團       | 長生刺           | 藝術指導 |

#### 舞台監督
- 螢火蟲劇團
  - 2005年－【2001年高雄通匪叛亂事件】
  - 2006年－【再會！高雄港的月娘】
  - 2006年－【直走右轉到天堂】
  - 2008年－【愛好折磨人啊】
- 梵羽舞蹈團
  - 2007年－【魔鞋冰封歷險記】
  - 2008年－【驚異穿梭異世界】

### 電影

#### 導演
| 標題             | 類型              | 出品公司                  | 製片人 | 演員                                      | 榮譽                                     |
| ---------------- | ----------------- | ------------------------- | ------ | ----------------------------------------- | ---------------------------------------- |
| 結婚（2013）     | 微電影 劇情片     | 螢火蟲劇團                | 黃曉菁 | 董浚凱 李畢寶 古賀仁                      | - 台灣大哥大myfone行動創作獎微電影組佳作 |
| 銷魂夜（2014）   | 電視廣告 商業廣告 | 螢火蟲劇團                | 墨莉   | 韓江 董浚凱 石曾根有也                    |                                          |
| 可惜不是（2015） | 微電影 劇情片     | 螢火蟲劇團 古銅色影視公司 | 黃曉菁 | 田路路 董浚凱 林柏昇 劉雨柔 馬幼興 金美滿 | - 獲邀香港InDPanda獨立電影節參展         |

## 出版書籍
- 《下雪了－韓江作品集》高雄市政府文化局補助出版
- 《生死輪迴的宿命－韓江作品二集》高雄市政府文化局補助出版
- 《秋夜裡的死亡盛宴：韓江作品全選》財團法人國家文化藝術基金會補助出版 ISBN 9789868130210 (平裝)

## 外部連結
- 螢火蟲劇團